# IC 3514
IC 3514 је двојна звијезда у сазвјежђу Береникина коса која се налази на листи објеката дубоког неба у Индекс каталогу.
Деклинација објекта је + 26° 42' 1" а ректасцензија 12h 34m 15,8s.